# Malaxis lepanthiflora
Malaxis lepanthiflora là một loài thực vật có hoa trong họ Lan. Loài này được (Schltr.) Ames mô tả khoa học đầu tiên năm 1922.